# Cantone di Limours
Il Cantone di Limours era una divisione amministrativa dell'arrondissement di Palaiseau.
A seguito della riforma approvata con decreto del 24 febbraio 2014, che ha avuto attuazione dopo le elezioni dipartimentali del 2015, è stato soppresso.

## Composizione
Comprendeva i comuni di:
- Boullay-les-Troux
- Briis-sous-Forges
- Courson-Monteloup
- Fontenay-lès-Briis
- Forges-les-Bains
- Gometz-la-Ville
- Gometz-le-Châtel
- Janvry
- Limours
- Les Molières
- Pecqueuse
- Vaugrigneuse